# ریچارد کورلیس
ریچارد نلسون کورلیس (انگلیسی: Richard Nelson Corliss؛ ۶ مارس ۱۹۴۴ – ۲۳ آوریل ۲۰۱۵) منتقد فیلم و روزنامه‌نگار اهل ایالات متحده آمریکا بود. کورلیس، متولد ماه مارس ۱۹۴۴ در فیلادلفیا و فارغ‌التحصیل دانشگاه سن‌هوزه بود. او فرزند یک تاجر و معلم کلاس اول بود. اولین فیلمی که دید "Cheaper by the Dozen" به کارگردانی والتر لانگ تولید ۱۹۵۰ بود. کورلیس پنج ساله بود که این فیلم را دید و بعدها وقتی "مهر هفتم" ساخته اینگمار برگمان را دید، برای اولین بار به این فکر کرد که سینما یک هنر است. پس از کالج به نیویورک نقل مکان کرد و نوشتن نقد فیلم را آغاز کرد. وی سال‌ها عضو کمیته انتخاب فستیوال فیلم نیویورک بود. او ضمن شهرتش به خاطر نقد فیلم، سه کتاب با عنوان «تصاویر گویا» «پژوهشی در مورد فیلم لولیتای استنلی کوبریک» و «مادران سینما» نوشت. وی به مدت ۳۵ سال برای مجله تایم در نیویورک مطلب می‌نوشت و قدیمی‌ترین منتقد فیلم این هفته‌نامه بود. کورلیس حدود پنج دهه در حوزه نقدنویسی فیلم فعال بود.

## درگذشت
ریچارد کورلیس دچار سکته مغزی شد و حال عمومی‌اش رو به وخامت گذاشت. وی پس از یک هفته و در تاریخ ۲۳ آوریل در شهر نیویورک درگذشت.
"خنده بر انصاف سیاسی غلبه می‌کند، و فیلم سرسخت شدن، باعث خنده من شد؛ و با موقعیت‌هایی که فکر نمی‌کردم؛ توانست مرا غلغلک دهد. فیلم قلب گرمی در زیر پوسته ظاهراً غلغلک‌دار خود دارد."
از آخرین نقدهای ایشان برای فیلم سرسخت شدن(۲۰۱۵) 